# Cinco Vezes Favela
Cinco Vezes Favela é um filme brasileiro de 1962, considerado como uma das obras fundamentais para o advento do chamado Cinema Novo no Brasil. O filme apresenta cinco histórias separadas, cada uma delas com diferentes diretores: Marcos Farias, Miguel Borges, Cacá Diegues, Joaquim Pedro de Andrade e Leon Hirszman. Com produção de Leon Hirszman, Marcos Farias e Paulo Cezar Saraceni e, como produtora o Centro Popular de Cultura (CPC) da União Nacional dos Estudantes. Trilha sonora composta por Carlos Lyra (segmentos "Escola de Samba Alegria de Viver" e "Couro de Gato"), Hélcio Milito (segmento "Pedreira de São Diogo"), Mário Rocha (segmentos "Um Favelado" e "Zé da Cachorra") e Geraldo Vandré (segmento "Couro de Gato").

## Sinopse

### Primeiro episódio: "Um Favelado"
João é um morador da favela que é espancado por não ter como pagar o aluguel. Vagando em meio aos barracos ele acaba por pedir ajuda a um amigo que o envolve num assalto. Com Flávio Migliaccio, Waldir Fiori, Isabela e Alex Viany. Direção de Marcos Farias.

### Segundo episódio: "Zé da Cachorra"
Mostra a revolta de um líder da favela que se irrita com a passividade dos companheiros que se submetem às promessas e subornos de um milionário grileiro, interessado em construir um edifício no lugar, e que tenta impedir que novas pessoas venham morar no terreno. Com Waldir Onofre, João Angelo Labanca, Claudio Bueno Rocha e Peggy Aubry. Dirigido por Miguel Borges.

### Terceiro episódio: "Couro de Gato"
Um grupo de meninos desce do morro para a cidade e roubam gatos com o objetivo de os venderem para fabricante de tamborins que utiliza o couro do animal. Perseguidos pelos donos dos felinos, os garotos acabam por perder os gatos, exceto um, que acaba por se afeiçoar pelo pequeno ladrão. Porém, como não tem nada para alimentar o bichano, ele acaba por vender o animal para o fabricante. Com Francisco de Assis, Milton Gonçalves, Cláudio Correia e Castro, Riva Nimitz e os garotos: Paulinho, Sebastião, Damião e Aylton. Dirigido por Joaquim Pedro de Andrade.
"Couro de Gato" foi realizado independentemente do longa e depois anexado como um dos segmentos. Antes de fazer parte do filme, o curta já havia ganho vários prêmios e foi um dos primeiros sucessos internacionais do Cinema Novo. Os prêmios que o curta recebeu:
- Diploma Especial do Festival de Obberhausen, Alemanha, 1962;
- Prêmio do Festival de Sestri-Levante, Italia, 1962;
- Prêmio de Qualidade CAIC.

### Quarto episódio: "Escola de Samba, Alegria de Viver"
Jovem sambista assume a direção da Escola de Samba poucos meses antes do Carnaval, enfrentando problemas de dívidas, rixa com uma escola rival e discussões com a esposa, a cobiçada mulata Dalva. Com Abdias do Nascimento, Oduvaldo Viana Filho, Maria da Graça e Jorge Coutinho. Dirigido por Cacá Diegues.

### Quinto episódio: "Pedreira de São Diogo"
Uma favela que se encontra em cima de uma pedreira corre o risco de desabamento em consequência de explosões de dinamites. Os operários, então, incitam os moradores a dar início a um movimento de resistência, para que não ocorra um desastre. Com Sadi Cabral, Francisco de Assis, Glauce Rocha, Joel Barcellos, Cecil Thiré e Jair Bernardo. Dirigido por Leon Hirszman.

## Continuação
Cacá Diegues, diretor do curta "Escola de Samba, Alegria de Viver", reuniu diversos jovens diretores para a continuação "5x Favela - Agora por Nós Mesmos". A realização ficou a cargo dos próprios moradores favelados. A estreia no Brasil foi em 27 de agosto de 2010.